# Вирус полосатости кукурузы
Вирус полосатости кукурузы (MSV) представляет собой вирус, в первую очередь известный тем, что вызывает болезнь полосатости кукурузы (MSD) у своего основного хозяина, а также поражает более 80 диких и домашних трав. Это переносимый насекомыми патоген кукурузы из рода Mastrevirus семейства Geminiviridae, который является эндемичным в странах Африки к югу от Сахары и соседних островных территориях Индийского океана, таких как Мадагаскар, Маврикий и Реюньон. Штамм А MSV (MSV-A) вызывает спорадические эпидемии полосатости кукурузы во всех регионах выращивания кукурузы в Африке. 

## История
MSV был впервые описан южноафриканским энтомологом Клодом Фуллером, который отметил его в отчете «разнообразие мучных блюд» от 1901 года. Выведение традиционно устойчивых сортов кукурузы было приоритетом с 1950-х годов в Кении, Нигерии, Южной Африке и других странах с большим успехом: однако существует несколько генов, связанных с устойчивостью, и селекция сложна. Трансгенно-устойчивые или генетически модифицированные сорта кукурузы разрабатывались в Южной Африке, но проект был прекращен без полевых испытаний линий кукурузы-кандидатов, которые были разработаны. Устойчивость к полосатости кукурузы является важным признаком для селекционеров кукурузы. Все шире используются методы прямой генетики.

## Распространение
MSV в основном передается Cicadulina mbila Naude, но другие виды цикадок, такие как C. storeyi, C. arachidis и C. dabrowski, также способны передавать вирус.

## Характеристика
Типичный для всех мастревирусов кольцевой одноцепочечный (ss) ДНК-геном MSV размером ~ 2,7 т.п.н. кодирует только четыре белка. Двунаправленная транскрипция из длинной межгенной области (LIR) приводит к смысловой вирионной экспрессии белка движения (MP) и белка оболочки (CP), а также комплементарной экспрессии белков, связанных с репликацией, Rep и RepA. В то время как MP и CP участвуют в перемещении и инкапсуляции вируса, Rep является важным инициатором репликации вируса, а RepA является регулятором транскрипции генов хозяина и вируса. Из-за ограничений размера генома MSV узурпирует репликацию ДНК хозяина и белки репарации двухцепочечных разрывов ДНК, чтобы реплицировать свой геном с помощью, соответственно, механизмов катящегося кольца и зависимых от рекомбинации механизмов.

## Использованная литература
1. ↑  Таксономия вирусов (англ.) на сайте Международного комитета по таксономии вирусов (ICTV).
2. ↑  Molecular Plant Pathology {{citation}}: |title= пропущен или пуст (справка)
3. ↑  Food Security {{citation}}: |title= пропущен или пуст (справка)
4. ↑  Virus Research {{citation}}: |title= пропущен или пуст (справка)
5. ↑  McAlister, A. (27 октября 2010). South Africa at front line of GM research. Media Club South Africa. Архивировано 10 сентября 2016. Дата обращения: 21 октября 2011.
6. ↑  Plant Biotechnology Journal {{citation}}: |title= пропущен или пуст (справка)
7. 1 2  Cairns, Jill. Faster results at a lower cost. CIMMYT (19 ноября 2020). Дата обращения: 21 ноября 2020. Архивировано 19 ноября 2020 года.
8. ↑  EMBO J {{citation}}: |title= пропущен или пуст (справка)
9. 1 2  Virology {{citation}}: |title= пропущен или пуст (справка)
10. ↑  The Plant Cell {{citation}}: |title= пропущен или пуст (справка)
11. ↑  The FEBS Journal {{citation}}: |title= пропущен или пуст (справка)
12. ↑  Nucleic Acids Research {{citation}}: |title= пропущен или пуст (справка)
13. ↑  Journal of General Virology {{citation}}: |title= пропущен или пуст (справка)